# 惠勒 (印第安納州)
惠勒（英語：Wheeler）是位於美國印地安納州波特縣的一個人口普查指定地區。

## 人口
根據2010年美國人口普查的數據，惠勒的面積為6.90平方千米，當中陸地面積為6.90平方千米，而水域面積為0.00平方千米。當地共有人口5282人，而人口密度為每平方千米765.51人。